# Matko Obradović
Matko Obradović (Dubrovnik, 11 maggio 1991) è un calciatore croato, portiere svincolato.

## Carriera
Ha giocato nella prima divisione slovena.

## Palmarès

### Club

#### Competizioni nazionali
- Campionato sloveno: 4

Maribor: 2014-2015, 2016-2017
NŠ Mura: 2020-2021
Celje: 2023-2024
- Coppa di Slovenia: 3

Maribor: 2015-2016
NŠ Mura: 2019-2020
Celje: 2024-2025